# ActionAid
ActionAid è un'organizzazione non governativa internazionale indipendente impegnata nella lotta alle cause della povertà. ActionAid basa il suo lavoro sul rispetto dei diritti umani e agisce insieme con le popolazioni e le comunità più emarginate attraverso programmi di sviluppo a lungo termine in Asia, Africa e America Latina. Nei paesi più ricchi ActionAid mobilita i cittadini e coinvolge direttamente imprese e istituzioni.

## L'organizzazione internazionale di ActionAid

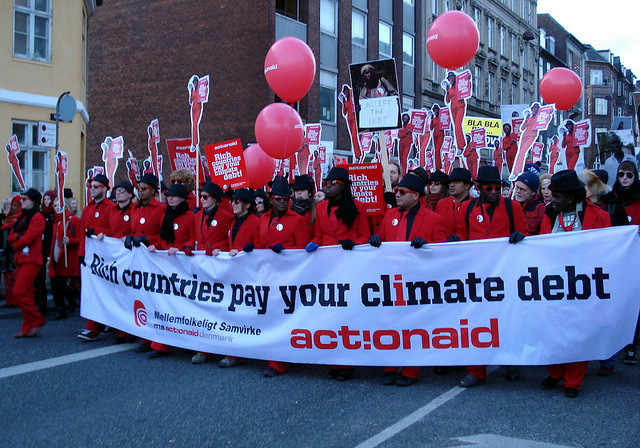
Manifestanti di ActionAid alla Conferenza sul clima di Copenaghen, dicembre 2009.

ActionAid è nata nel 1972 in Regno Unito. Nel corso degli anni, grazie all'esperienza maturata sul campo, ha scelto di creare un movimento che, partendo dalle comunità con le quali l'organizzazione lavora, ha l'obiettivo di agire sulle cause globali della povertà.
ActionAid Italia è un affiliato di ActionAid, una federazione internazionale presente in 66 paesi, composta da organizzazioni indipendenti unite da un Segretariato Internazionale con sede a Johannesburg.
La federazione è governata da un'Assemblea Generale e da un Consiglio Direttivo ristretto che ne assicura l'efficacia, supervisionando l'operato del Segretariato Internazionale che a sua volta coordina, facilita e gestisce le attività della federazione.

## Un approccio basato sui diritti umani
Al centro dell'approccio di ActionAid c'è la connessione tra povertà e diritti umani: la povertà non è infatti una condizione naturale né un fallimento personale ma la conseguenza della negazione e della violazione dei diritti umani fondamentali, perpetrate da chi ha più potere su chi ne ha meno.
Per questo ActionAid utilizza un approccio basato sui diritti umani che mira a dare alle persone che vivono in condizioni di povertà la possibilità di organizzarsi e mobilitarsi per rivendicare, ottenere e godere i propri diritti fondamentali.
Alla base di questo approccio si trovano:
- lo sviluppo di una coscienza critica attraverso l'analisi del contesto, delle relazioni di potere esistenti e delle violazioni in atto, che consenta alle persone di comprendere le cause della povertà per agire direttamente su di esse;
- la soddisfazione delle necessità immediate è quindi solo uno strumento per mettere poi le persone nella condizione di rivendicare i propri diritti e non un fine in sé. Attraverso programmi di adozione a distanza[2] ActionAid non si limita alla distribuzione di aiuti e beni di prima necessità per arginare l'urgenza del momento. Per ActionAid l'adozione a distanza prevede, infatti, l'individuazione di un'area di intervento specifica – un villaggio, una regione - e la programmazione, condivisa con famiglie coinvolte, di una serie di interventi a lungo termine che eliminino le cause della povertà e gettino le basi per un futuro più dignitoso e giusto per tutti;
- il pieno coinvolgimento delle comunità nella definizione delle proprie esigenze e nella formulazione di possibili risposte;
- l'analisi delle relazioni di potere e il rafforzamento del potere -empowerment- delle persone povere ed escluse;
- il rafforzamento della democrazia attraverso la creazione di occasioni di confronto con le istituzioni in cui i cittadini si sentano valorizzati e ascoltati;
- il richiamo dei governi nazionali alle proprie responsabilità riguardo al rispetto, alla promozione, alla protezione e alla realizzazione dei diritti dei propri cittadini.

## I principi di ActionAid
- Accountability: verso tutti gli interlocutori rispetto a modalità di lavoro, scelte strategiche, raccolta fondi, comunicazioni, azioni di pressione e posizioni, a partire dalle comunità con cui ActionAid lavora.
- Diritti delle donne: ActionAid sceglie sempre quelle azioni che favoriscono le donne e la piena realizzazione dei loro diritti. Le donne che vivono in condizioni di povertà sono infatti doppiamente svantaggiate, perché oltre alle privazioni vivono continue violazioni dei loro diritti proprio in quanto donne.
- Potere: le azioni di ActionAid devono mirare a cambiare gli squilibri nelle relazioni di potere che stanno alla base della povertà nel mondo. Per questo motivo, ActionAid rafforza la consapevolezza e le conoscenze delle persone, migliorandone le condizioni di vita, sostenendo le loro organizzazioni, contribuendo a modificare prassi e politiche ingiuste.
- Imparare: le scelte di ActionAid devono basarsi sulle esperienze maturate in tutte le aree di intervento attraverso il confronto costante con le comunità.
- Trasparenza: trasparenza nei processi decisionali, nell'utilizzo delle risorse, nelle comunicazioni, nei meccanismi per realizzarle ed eventualmente correggerle. Trasparenza che non significa solo mettere a disposizione delle informazioni, ma anche mettere le persone che le ricevono in condizioni di comprenderle e utilizzarle.

ActionAid ha sviluppato il sistema ALPS (Accountability, Learning & Planning System). ALPS è una metodologia di lavoro che delinea processi comuni anche ad altre organizzazioni: elaborazione di strategie e piani d'azione, revisione di questi piani sulla base dell'esperienza, stesura di rapporti annuali, verifiche e controlli, interni ed esterni.

## La storia di ActionAid

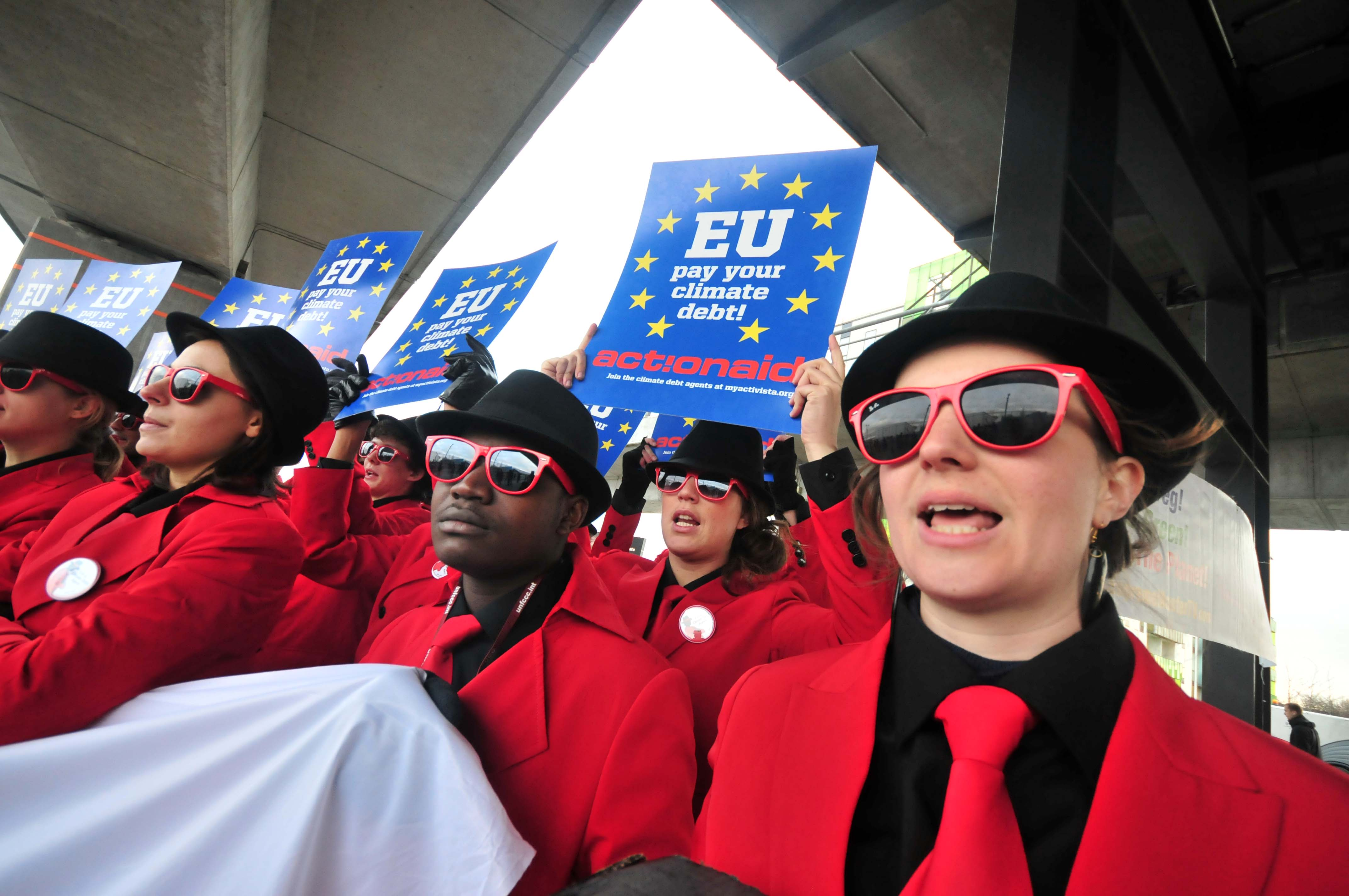
Manifestanti di ActionAid alla Conferenza sul clima di Copenaghen, dicembre 2009.

- 1989 con il sostegno di ActionAid UK nasce Azione Aiuto a Milano.
- 1990 Azione Aiuto sviluppa le prime collaborazioni con importanti aziende italiane e no.
- 1996 Azione Aiuto è riconosciuta come Ente Morale dal Ministero dell'interno.
- 1998 Azione Aiuto è riconosciuta come ONLUS (Organizzazione Non Lucrativa di Utilità Sociale) dall'Agenzia delle entrate.
- 1999 Azione Aiuto è membro fondatore del network ActionAid Alliance, insieme con ActionAid Regno Unito, ActionAid Grecia, ActionAid Irlanda, Ayuda en Accion Spagna e Aide et Action Francia.
- 2000 in Italia il numero di persone che sostiene regolarmente Azione Aiuto supera quota 69.000.
- 2001 all'interno di ActionAid Alliance, Azione Aiuto diventa un membro indipendente pronto a sviluppare la propria strategia nazionale. In Italia, viene avviata una ristrutturazione interna che porta alla creazione di nuove funzioni, dalla ricerca alla comunicazione, per rendere l'organizzazione un attore rilevante sul panorama nazionale e internazionale: vengono avviate campagne di sensibilizzazione e mobilitazione della società civile e attività di pressione sulle istituzioni. Marco De Ponte assume la guida dell'organizzazione come Segretario Generale.
- 2003 ActionAid è riconosciuta dal Ministero degli affari esteri come idonea ONG. ActionAid Alliance si trasforma in ActionAid International, una sola grande organizzazione internazionale: Azione Aiuto diventa ActionAid Italia ed è uno dei membri fondatori della nuova organizzazione.
- 2004 ActionAid accresce la propria presenza in Italia con l'apertura di un ufficio internazionale a Roma incaricato di sviluppare le relazioni con le agenzie delle Nazioni Unite per l'alimentazione che hanno sede nella capitale: FAO, Programma Alimentare Mondiale e Fondo Internazionale per lo Sviluppo Agricolo. Nello stesso anno viene lanciata la campagna "Coltiviamo i diritti!" sul tema del diritto al cibo.
- 2005 ActionAid conta ormai 127.000 sostenitori in Italia.
- 2006 in occasione del Vertice Mondiale sull'Alimentazione viene lanciata la campagna "Che state a FAO?" per ricordare ai governi gli impegni presi dieci anni prima e non ancora rispettati.
- 2007 Matteo Passini viene eletto come Presidente dell'organizzazione. Viene lanciata anche in Italia HungerFREE[3], la campagna internazionale di ActionAid che chiede ai governi, alle organizzazioni internazionali e alle imprese di fare la propria parte in difesa del diritto di ogni essere umano a un'adeguata alimentazione.
- 2008 in occasione del Vertice FAO sulla Sicurezza alimentare globale, ActionAid srotola al Circo Massimo uno striscione di 200 metri per dire "Stop al business della fame", denunciando i profitti record ottenuti dalle multinazionali dei cereali e dei macchinari agricoli nella crisi alimentare.
- 2022 – per la Giornata internazionale per l'eliminazione della violenza contro le donne, il 25 novembre ActionAid presenta la campagna #freenotfreezed: Libere dalla violenza, congelate dalla politica.[4]

## ActionAid lavora in Network
ActionAid crede che la sconfitta della povertà e l'eliminazione delle ingiustizie possano essere ottenute soltanto attraverso la collaborazione tra i diversi attori della società civile.
Per questo motivo l'organizzazione lavora in tutto il mondo insieme con altre organizzazioni con i valori e obiettivi comuni, partecipando a numerosi network attivi a livello nazionale e internazionale. In questo modo è infatti possibile esercitare pressioni più efficaci sui governi e sulle istituzioni, portando all'attenzione dell'opinione pubblica i problemi legati al tema della lotta alla povertà e all'ingiustizia. Il lavoro in network consente poi un ampio scambio di informazioni ed esperienze che accresce la competenza dei singoli membri e rende più proficua l'attività di ciascuno.